# Déclaration d'indépendance de la république turque de Chypre du Nord
La déclaration d'indépendance de la république turque de Chypre du Nord était une déclaration unilatérale d'indépendance de la république de Chypre par le Parlement chypriote turc le 15 novembre 1983.
Huit ans après la proclamation de l'État fédéré turc de Chypre du Nord (en 1975), la déclaration de Chypre du Nord a été présentée au parlement chypriote turc de Nicosie du Nord par le dirigeant chypriote turc et président de l'État chypriote du Nord Rauf Denktaş le 15 novembre 1983. Contenant un texte épousant les droits de l'homme et un désir de vivre aux côtés de la population chypriote grecque, elle s'est terminée par une déclaration selon laquelle Chypre du Nord était un État indépendant et souverain, nommant l'entité la république turque de Chypre du Nord. Le Parlement chypriote turc a adopté à l'unanimité une résolution plus tard dans la journée ratifiant la déclaration.

## Réactions
Le Conseil de sécurité des Nations Unies a publié deux résolutions (541 et 550) proclamant que la déclaration d'indépendance chypriote turque était juridiquement invalide et demandant qu'aucun autre État souverain ne reconnaisse la déclaration et demandant son retrait,.

## Reconnaissance

### Les pays de l'ONU et les autres
La Turquie a officiellement reconnu la partie nord de Chypre le jour où sa déclaration d'indépendance a été faite. Le parlement de la république autonome du Nakhitchevan, qui est un exclave autonome de l'Azerbaïdjan, a publié une résolution reconnaissant la RTCN comme une nation souveraine, mais cette reconnaissance n'est pas partagée par le gouvernement central de l'Azerbaïdjan.

## La décision de la Cour internationale de justice sur les déclarations d'indépendance
Le 22 juillet 2010, la Cour internationale de justice des Nations unies (CIJ) a décidé de manière non juridiquement contraignante (en ce qui concerne le Kosovo) que "le droit international ne contient aucune interdiction de déclaration d'indépendance". Cette décision devait renforcer les demandes de reconnaissance de Chypre du Nord,. La décision de la CIJ des Nations unies a été considérée comme une source d'inspiration et une autre option pour les Chypriotes turcs. 

## Référence
1. ↑  Star Kibris Politics 19.11.2011
2. ↑  Text of Resolution 541 at undocs.org
3. ↑  Text of Resolution 550 at undocs.org
4. ↑  « Kosovo's independence is legal, world court rules », Peter Beaumont, The Guardian (UK), 22.07.2010 (consulté le 25 mars 2020)
5. ↑  « Kosovo's independence is legal, UN court rules », Peter Beaumont, The Guardian (UK), 22.07.2010 (consulté le 25 mars 2020)
6. ↑  « "Can Kosovo Be A Sample For Cyprus" », Cuneyt Yenigun, International Conference on Balkan and North Cyprus Relations: Perspectives in Political, Economic and Strategic Studies Center for Strategic Studies, 2011 (consulté le 25 mars 2020) Après la décision de la CIJ sur la déclaration unilatérale d'indépendance du Kosovo, la RTCN a acquis un énorme avantage sur la table des négociations et a également rouvert une voie néo-wilsoniste innovante sur la scène internationale. Le Kosovo peut-il être un exemple pour la Chypre du Nord? Selon le droit international, les décisions antérieures ne deviennent pas un précédent. Mais pratiquement, surtout après l'avis consultatif de la CIJ en 2010, ce sera certainement une source d'inspiration et une autre option pour Chypre et les Turcs chypriotes.

## Source
- (en) Cet article est partiellement ou en totalité issu de l’article de Wikipédia en anglais intitulé « Declaration of Independence of the Turkish Republic of Northern Cyprus » (voir la liste des auteurs).